# Presidenti della Nigeria
I presidenti della Nigeria dal 1963 (data del passaggio da monarchia a repubblica) ad oggi sono i seguenti.

## Lista
| Presidente          | Presidente | Presidente            | Partito                                       | Elezione                                        | Mandato          | Mandato                        |
| Presidente          | Presidente | Presidente            | Partito                                       | Elezione                                        | Inizio           | Fine                           |
| ------------------- | ---------- | --------------------- | --------------------------------------------- | ----------------------------------------------- | ---------------- | ------------------------------ |
| Prima Repubblica    |            |                       |                                               |                                                 |                  |                                |
|                     |            | Nnamdi Azikiwe        | National Council of Nigeria and the Cameroons | -                                               | 1º ottobre 1963  | 16 gennaio 1966 (deposto)      |
| Regime militare     |            |                       |                                               |                                                 |                  |                                |
|                     |            | Johnson Aguiyi-Ironsi | Militare                                      | A seguito di colpo di Stato                     | 16 gennaio 1966  | 12 luglio 1966 (assassinato)   |
|                     |            | Yakubu Gowon          | Militare                                      | A seguito di colpo di Stato                     | 1º agosto 1966   | 29 luglio 1975 (deposto)       |
|                     |            | Murtala Mohammed      | Militare                                      | A seguito di colpo di Stato                     | 29 luglio 1975   | 13 febbraio 1976 (assassinato) |
|                     |            | Olusegun Obasanjo     | Militare                                      | nomina a seguito di assassinio del predecessore | 16 gennaio 1976  | 1º ottobre 1979                |
| Seconda Repubblica  |            |                       |                                               |                                                 |                  |                                |
|                     |            | Shehu Shagari         | National Party of Nigeria                     | 1979, 1983                                      | 1º ottobre 1979  | 31 dicembre 1983 (deposto)     |
| Regime militare     |            |                       |                                               |                                                 |                  |                                |
|                     |            | Muhammadu Buhari      | Militare                                      | A seguito di colpo di Stato                     | 31 dicembre 1983 | 27 agosto 1985 (deposto)       |
|                     |            | Ibrahim Babangida     | Militare                                      | A seguito di colpo di Stato                     | 27 agosto 1985   | 26 agosto 1993                 |
| Governo provvisorio |            |                       |                                               |                                                 |                  |                                |
|                     |            | Ernest Shonekan       | Indipendente                                  | 1993                                            | 26 agosto 1993   | 17 novembre 1993 (deposto)     |
| Regime militare     |            |                       |                                               |                                                 |                  |                                |
|                     |            | Sani Abacha           | Militare                                      | A seguito di colpo di Stato                     | 17 novembre 1993 | 8 giugno 1998                  |
|                     |            | Abdulsalami Abubakar  | Militare                                      | -                                               | 8 giugno 1998    | 29 maggio 1999                 |
| Quarta Repubblica   |            |                       |                                               |                                                 |                  |                                |
|                     |            | Olusegun Obasanjo     | Partito Democratico Popolare                  | 1999, 2003                                      | 29 maggio 1999   | 29 maggio 2007                 |
|                     |            | Umaru Yar'Adua        | Partito Democratico Popolare                  | 2007                                            | 29 maggio 2007   | 5 maggio 2010                  |
|                     |            | Goodluck Jonathan     | Partito Democratico Popolare                  | Vicepresidente, 2011                            | 5 maggio 2010    | 29 maggio 2015                 |
|                     |            | Muhammadu Buhari      | Congresso di Tutti i Progressisti             | 2015, 2019                                      | 29 maggio 2015   | 29 maggio 2023                 |
|                     |            | Bola Tinubu           | Congresso di Tutti i Progressisti             | 2023                                            | 29 maggio 2023   | in carica                      |

## Ex presidenti viventi
| Presidenti        | Presidenza | Presidenza | Data di nascita  | Partito | Stato d’origine |
| ----------------- | ---------- | ---------- | ---------------- | ------- | --------------- |
| Olusegun Obasanjo | 1          | 1999-2007  | 14 novembre 1937 | PDP     | Ogun            |
| Goodluck Jonathan | 3          | 2010-2015  | 20 novembre 1957 | PDP     | Bayelsa         |